# Hyper Music/Feeling Good
Hyper Music i Feeling Good – piosenki pochodzące z drugiego albumu angielskiego zespołu rockowego Muse, Origin of Symmetry. Oba utwory zostały wydane wspólnie jako podwójny A-side’owy singel i trafiły na rynek 19 listopada 2001 roku.
„Hyper Music” został zainspirowany książką Michio Kaku Hiperprzestrzeń. „Feeling Good” jest natomiast coverem piosenki napisanej przez Anthony’ego Newleya i Lesliego Bricusse’a do musicalu The Roar of the Greasepaint – the Smell of the Crowd z 1965 roku.
Utwory znajdują się na dwupłytowym wydawnictwie Muse z 2002 roku – Hullabaloo. Na pierwszej z dwóch dołączonych do niego płyt CD można znaleźć również spowolnioną i lżejszą wersję „Hyper Music”. „Hyper Chondriac Music” ma taki sam tekst, jednak inny podkład muzyczny i początkowo został wydany jako b-side do singla „Bliss”.
Promując singel w Europie, zespół wystąpił dla hiszpańskiego „Radio 3" oraz telewizji TVE. Matthew Bellamy zastąpił początkowy tekst drugiej zwrotki „Feeling Good” słowami „Fucking, fucking, fucking, fucking little fucking, fucking little fucking, fucking fucker, yeah”. Jeszcze przed wyjściem na scenę muzycy zostali uprzedzeni, że ich piosenki nie powinny zawierać wulgaryzmów. Od tamtego czasu „Radio 3" nie emituje utworów grupy.

## Lista utworów

### Winyl 7"
1. „Hyper Music” – 3:20
2. „Feeling Good” – 3:19

### CD1 „Hyper Music” / „Feeling Good”
1. „Hyper Music” – 3:20
2. „Feeling Good (live)”
3. „Shine”
4. „Hyper Music Video” – 3:20

### CD2 „Feeling Good” / „Hyper Music”
1. „Feeling Good” – 3:19
2. „Hyper Music (live)”
3. „Please Please Please Let Me Get What I Want” – cover piosenki The Smiths
4. „Feeling Good Video”